# Luigi Pampaloni
 (janvier 2024).
Si vous disposez d'ouvrages ou d'articles de référence ou si vous connaissez des sites web de qualité traitant du thème abordé ici, merci de compléter l'article en donnant les références utiles à sa vérifiabilité et en les liant à la section « Notes et références ».

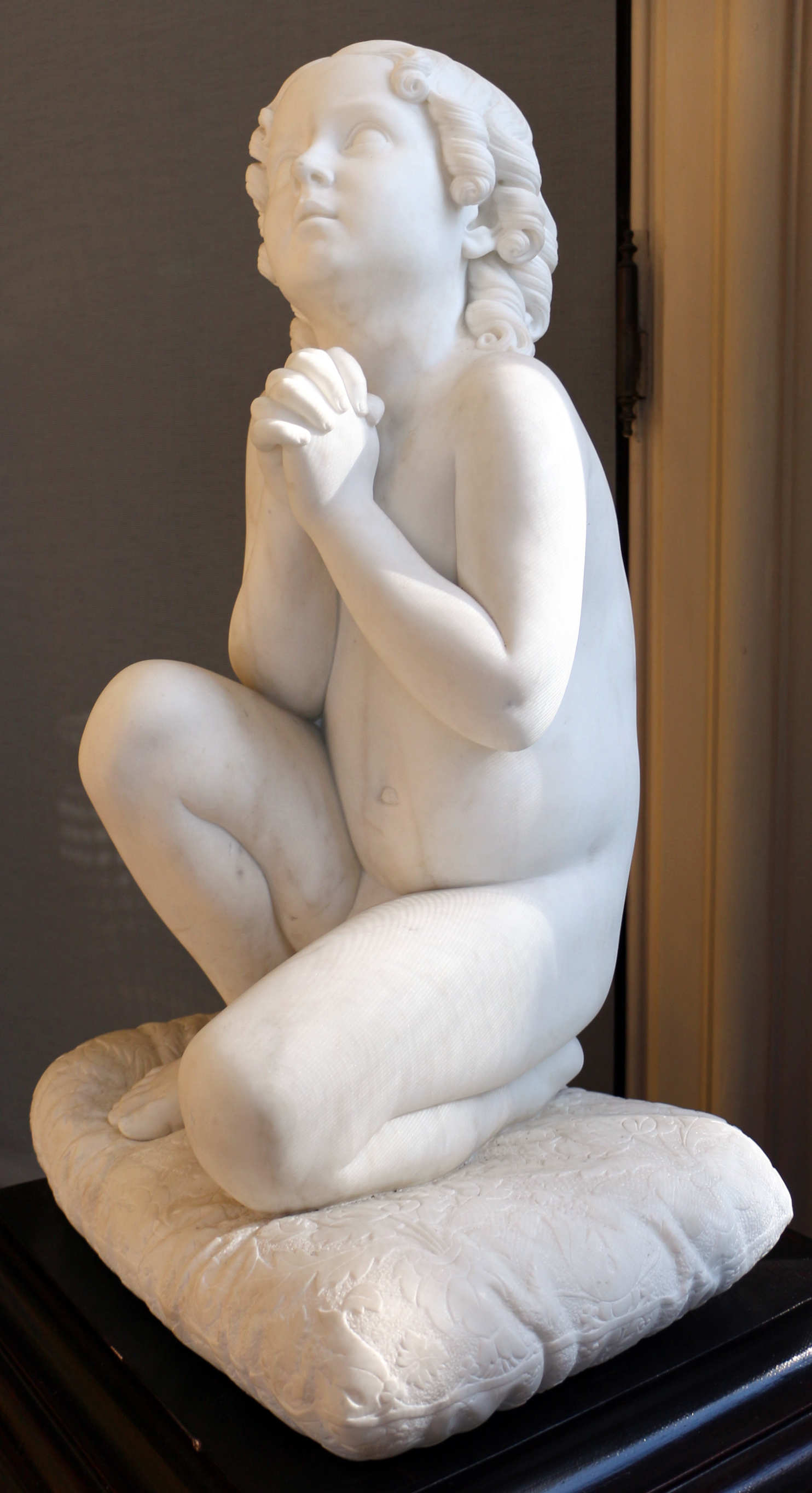
Plaque sur l'immeuble, via de' Ginori, où meurt Pampaloni en 1847

Luigi Pampaloni  est un sculpteur italien néoclassique,  né à Florence le 7 octobre 1791, et mort dans la même ville le 17 décembre 1847.
En 1826, il finit de concevoir la Fontaine des Naïades à Empoli.

## Biographie
Élève de Lorenzo Bartolini à l'Académie des beaux-arts de Carrare, Pampaloni revient ensuite à Florence. Une trêve dans les campagnes napoléoniennes accompagne ce retour. Parmi ses premières œuvres figurent de petits bustes, en albâtre, de Napoléon lui-même.
En 1811, il sculpte pour Élisa Bonaparte.
Au palais Pitti, il réalise, pour la princesse d'Étrurie des bas-reliefs typiquement néoclassiques : Galatée, le bain de Vénus, l'enlèvement de Ganymède.
À partir de 1826, il travaille, en collaboration, à la fontaine destinée à la place de la Collégiale de Saint André (it) d'Empoli.
La même année, Franciszeck Potocki, noble polonais, lui commande un putto en prière

et la sculpture funéraire de la princesse Maria Radziwiłł.
À la cour de Ferdinand II des Deux-Siciles, il livre en 1833 une statue pour la place Santa Caterina de Pise.
En 1834, il fait un buste-portrait de Marie-Antoinette de Bourbon, visible au Museo degli argenti de Florence.
Peu de temps après, ses deux statues, l'une de Brunelleschi, l'autre d'Arnolfo di Cambio, sont placées devant le duomo de Florence,
dans des niches du palais des Canoniques, achevé depuis peu, en 1830, par Gaetano Baccani.
Sa Vénus de 1836 est aujourd'hui conservée à l'académie de Florence, dans la salle de la Cène.
Entre 1837 et 1839, il fait une statue en pied de Léonard de Vinci , pour le Piazzale degli Uffizi.
Il fait deux sculptures funéraires pour la famille Bonaparte :
- pour la tombe de Lucien Bonaparte, puis
- pour l'épouse de Joseph Bonaparte morte en 1845 à Florence, Julie Clary, sculpture placée dans la chapelle Bonaparte de la basilique de Santa Croce, devant le monument à Charlotte Bonaparte dû à son maître Bartolini.

Pendant cette période, il  réalise toujours des œuvres de petite taille: Putto avec un chien, L'Amour avec le cygne, La Petite Pomona, aujourd'hui visibles dans la salle Bartolini de l'académie de Florence.
De 1838 à 1842, il travaille au groupe Orphelins sur la falaise, commandé par Niccolò Puccini (it).
Il meurt à Florence dans la via de' Ginori, où le rappelle une plaque commémorative.

## Galerie

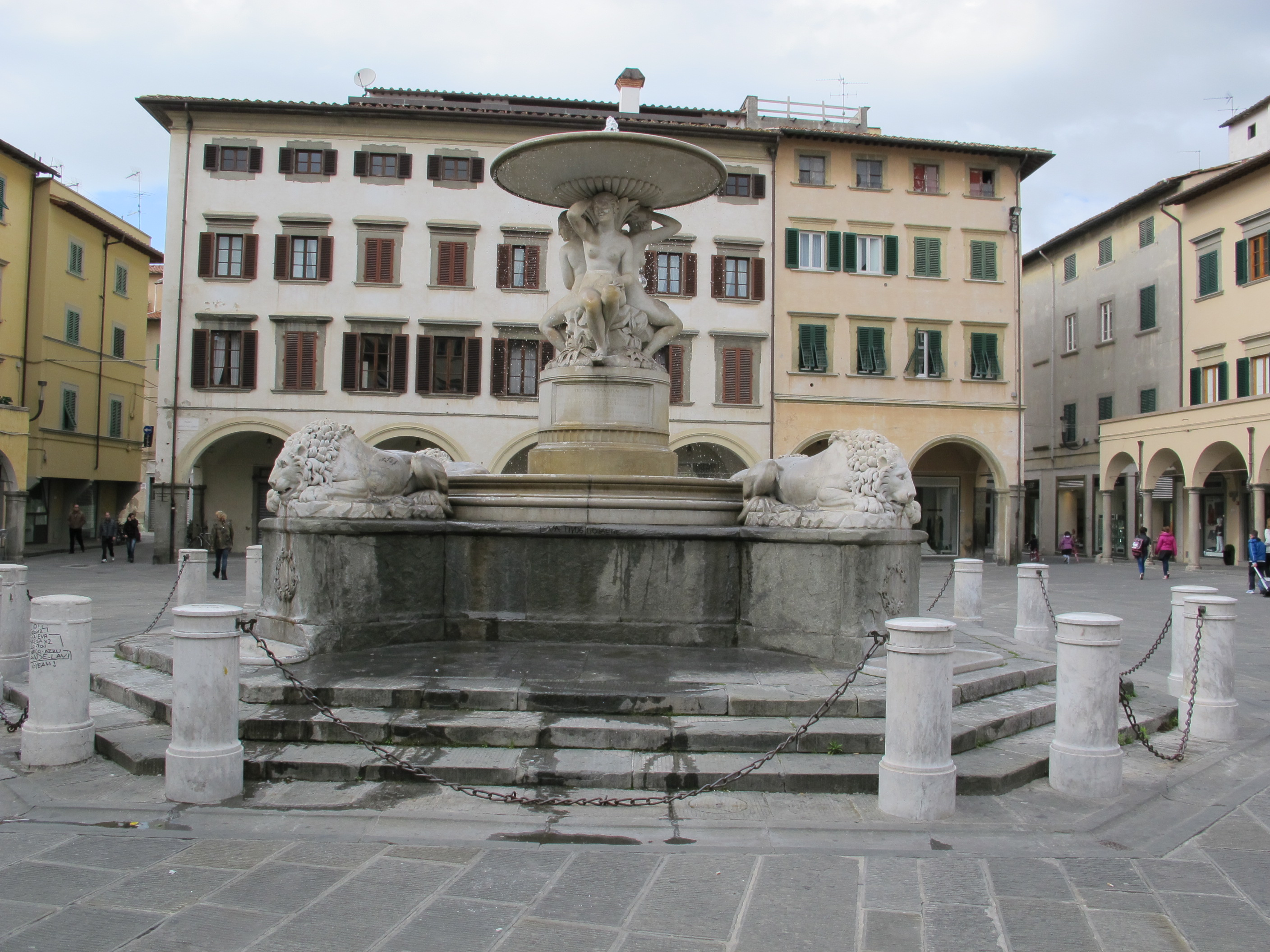
Fontaine des Naïades, Empoli.
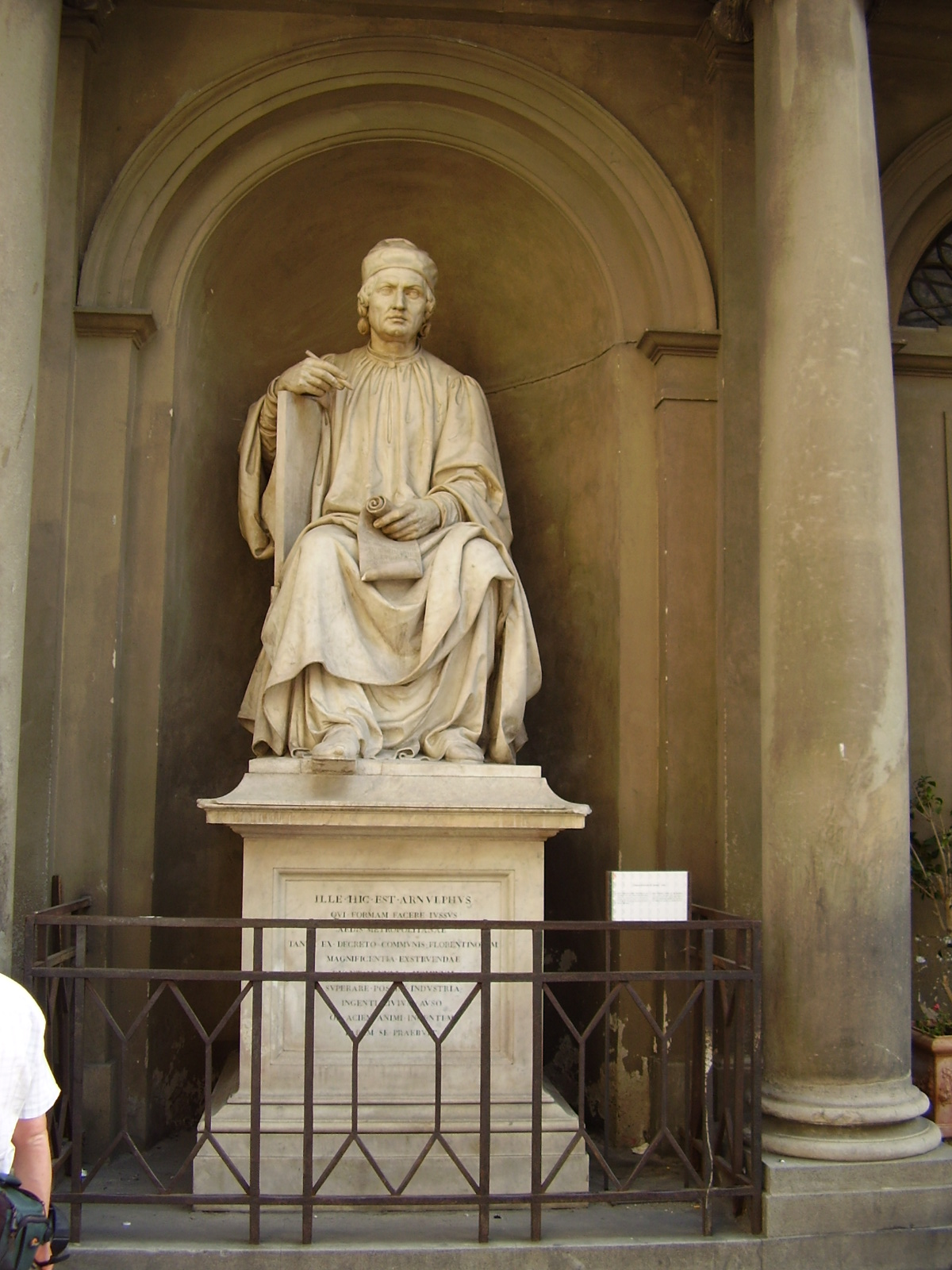
Arnolfo di Cambio.
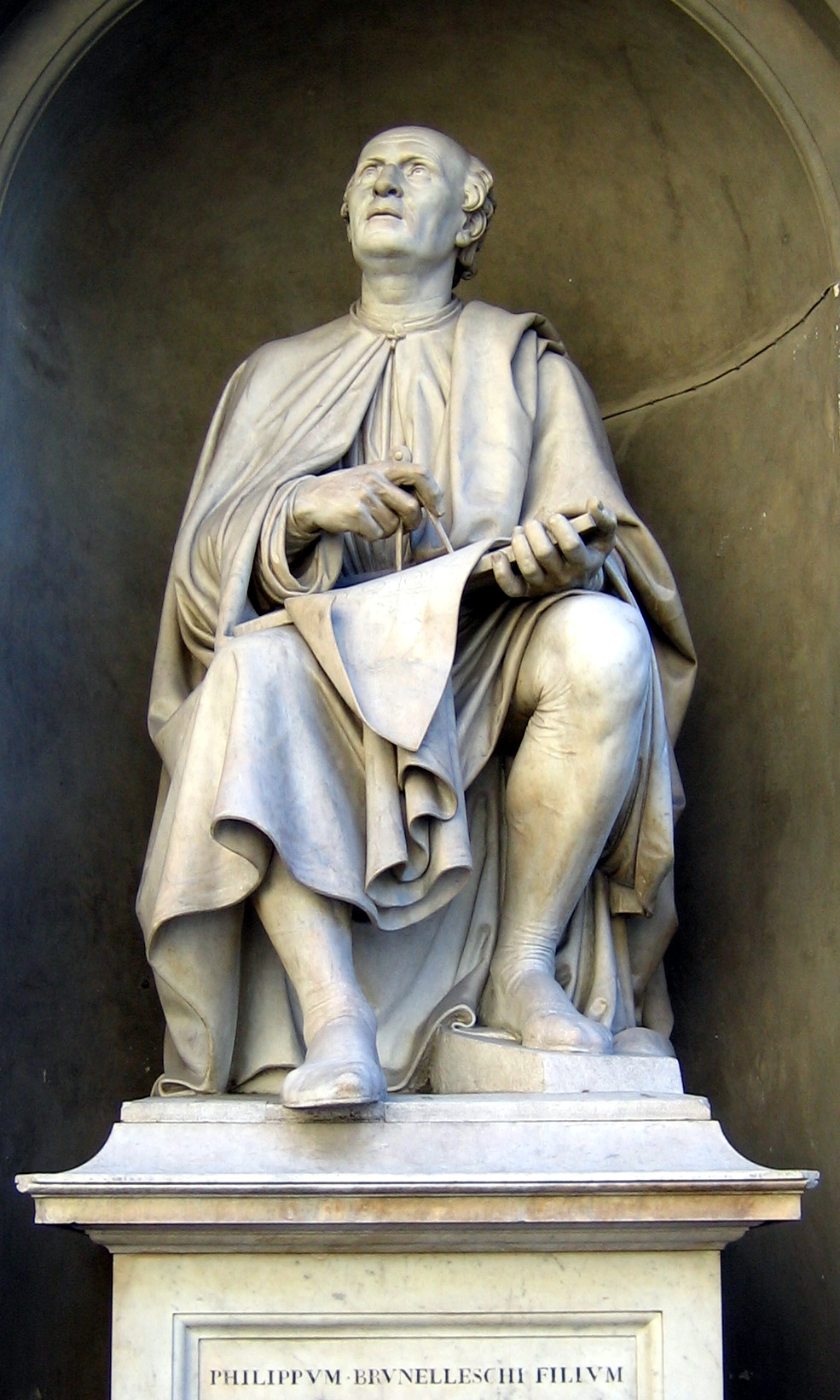
Brunelleschi.
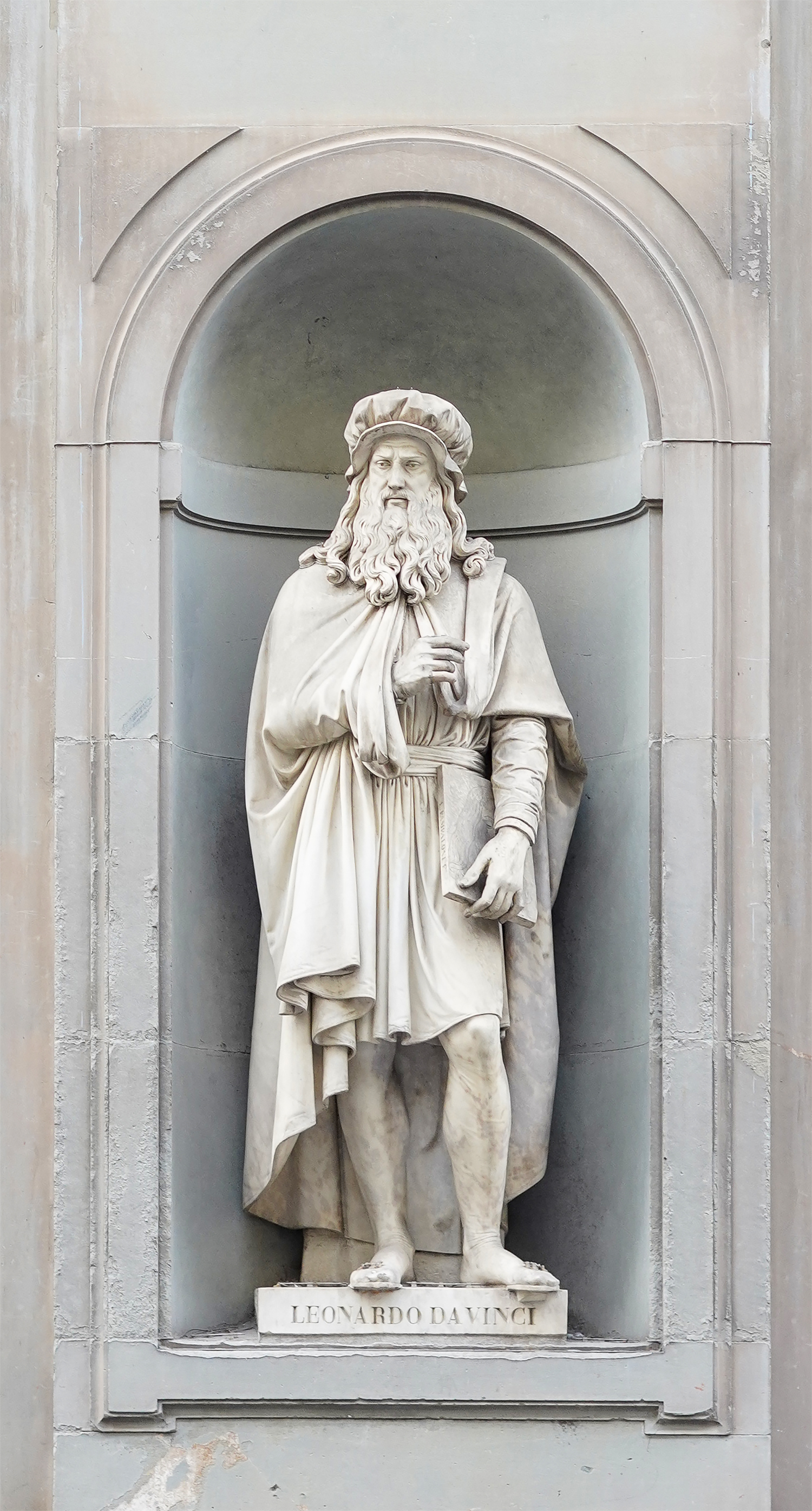
Léonard de Vinci.
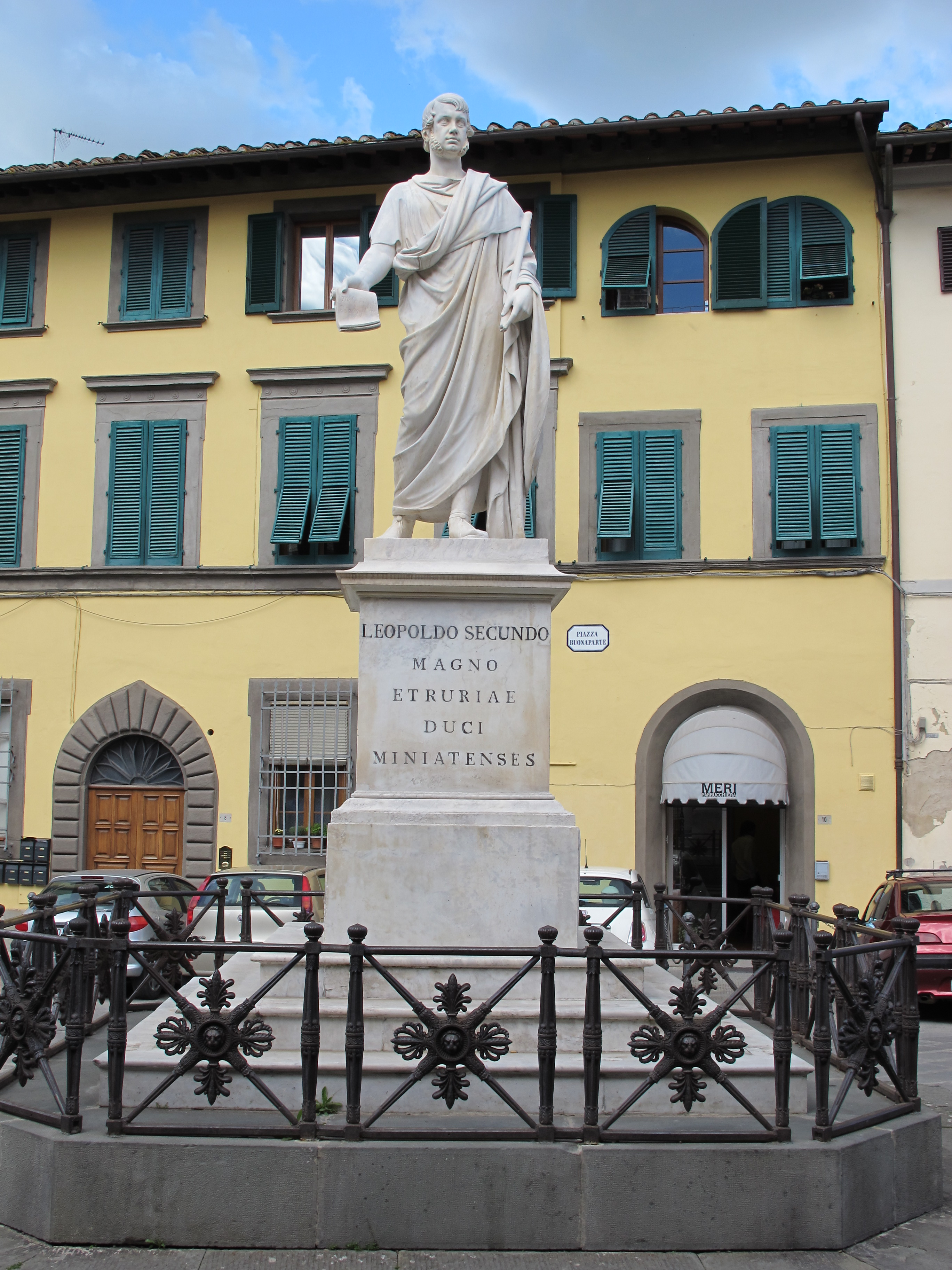
Léopold II.
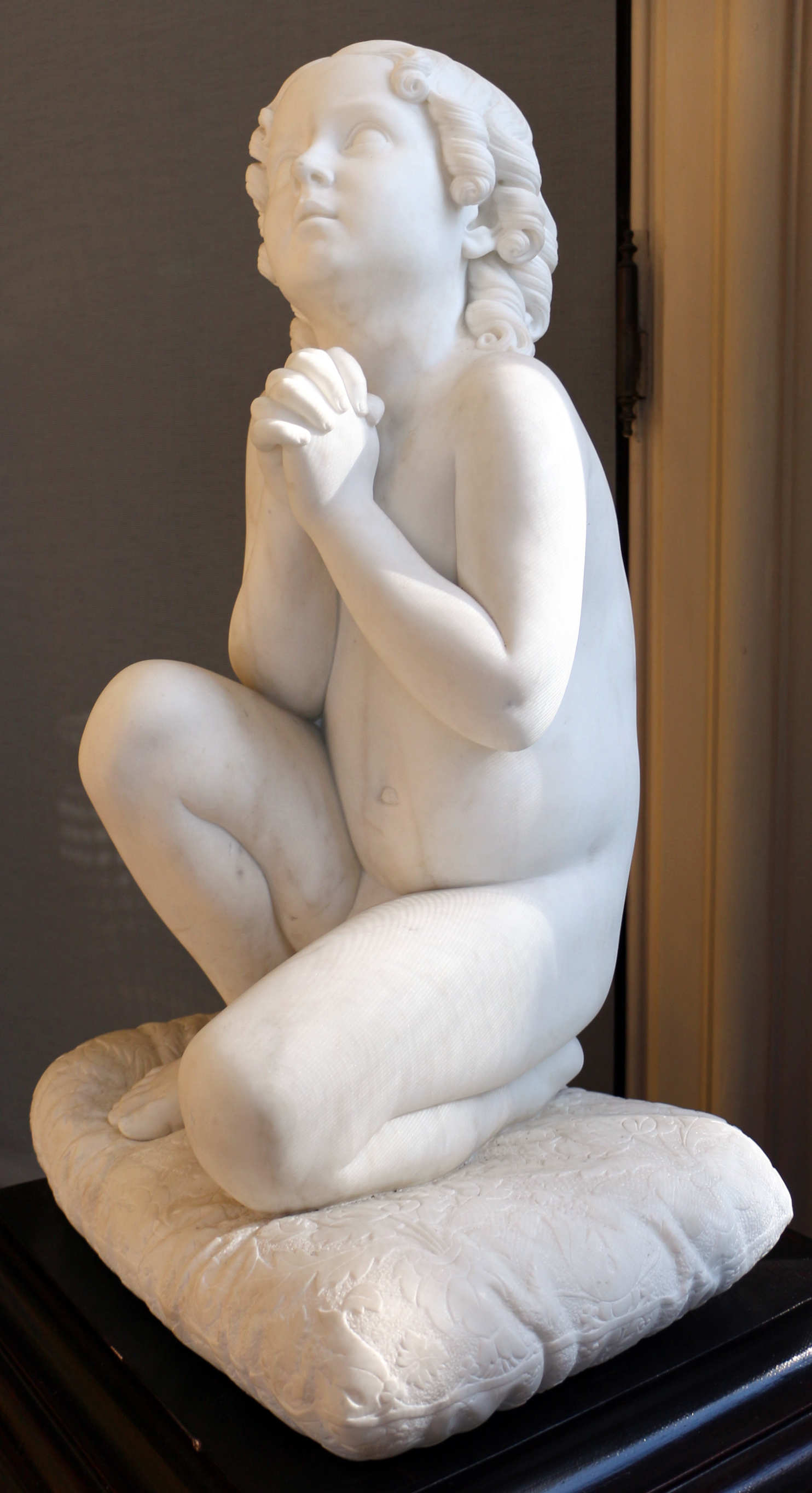
Enfant agenouillé en prière, Galerie d'Art Moderne. Gênes
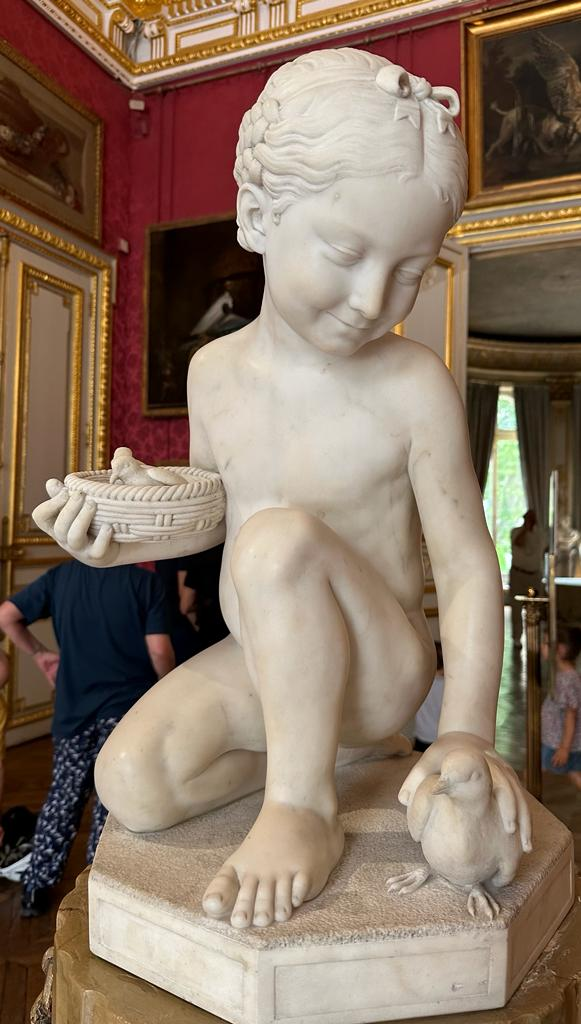
Fillette aux tourterelles, Jacquemart-André, Paris.
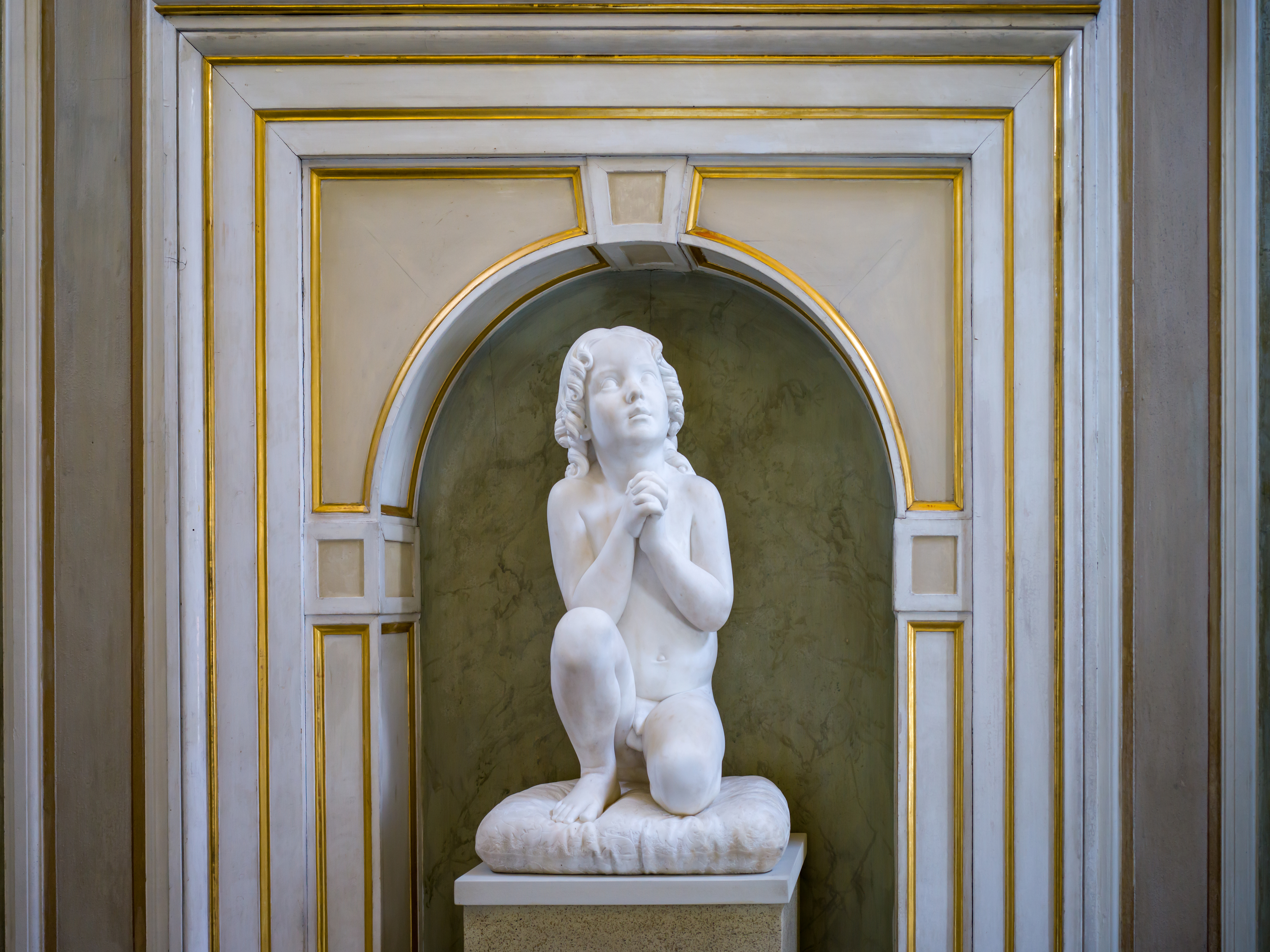
Enfant agenouillé en prièreau Palais Tosio, Brescia.